# Åke Raask
Åke Raask, Åke Bengt Raask, är ett alter ego för skådespelaren Carl-Johan Sundberg som uppträder som sångare och underhållare. Raask uppges vara född 28 april 1948 i Hammar, Örebro län, och ha varit aktiv i Sverige och Västtyskland på 1970-talet. Han uppges ha givit ut flera skivor, och ha lämnat landet 1979 för en karriär i USA.
Raask är en parodi på 70-talets svenska dansbandskultur. Sundberg har framträtt som Raask på diverse nöjesevenemang tillsammans med dansbandet  Kenny Silwers Orkester, särskilt i Göteborg. Raask sjunger svensk och tysk schlager från 70-talet, i tidsenliga kläder och frisyr.